# Mircea V. Stănescu
Mircea Vasiliu Stănescu (n. 23 februarie 1841, Arad, comitatul Arad, d. 30 decembrie 1888, Arad, comitatul Arad) a fost un avocat, publicist, culegător de folclor, scriitor și politician român.

## Biografie

### Familia
Mircea Vasiliu Stănescu, a făcut parte dintr-o familie veche din România, Stanu, care pe la mijlocul secolului al XVIII-lea a emigrat în Transilvania, stabilindu-se în comuna Ghioroc, în apropierea Aradului. Tatăl său Atanasie Stanu, al cărui nume de familie sârbii l-au schimbat în Stanoviciu, era om cu carte, studiase dreptul în Késmárk și teologia în Carloviț, a fost preot în comuna Micălaca (astăzi cartierul Micălaca al Aradului), până în anul 1873, când a decedat.
Rămânând de mic orfan de mamă, a fost crescut de către bunicul său din partea mamei Vasiliu Szombati de Rimaszombat, parohul Aradului.
A fost căsătorit din anul 1866 cu Elisa Machi Versiganu.

### Studiile
Studiile gimnaziale le-a absolvit la Arad. În anul 1851 a fost înscris la liceul maghiar din Arad sub numele de Sztánovics Imre Vazul. Începând cu anul 1859 urmează studiile în drept la universitățile din Viena și Pesta, perioadă în care își schimbă definitiv numele în Stănescu pentru a-și sublinia naționalitatea.
Studiază și teologia la seminarul din Arad. Își susține examenul de stat în anul 1864, iar censura de avocat în anul 1866.

### Activitatea
În anul 1859 coordonează apariția almanahului literar Muguri editat de Societatea de lectură a elevilor români, care poate fi considerată prima manifestare literară arădeană.
În același an publică o colecție de poezii naționale sub titlul Un buchet de simțăminte, iar în anul 1860 publică la Viena un volum de Povești culese și corese cu note explicative, semnat Emeric Basiliu Stănescu Arădanul. Acest volum fiind a doua colecție de povești populare din literatura română după Povestea vorbei al lui Anton Pann.
Între anii 1861 și 1879 coordonează editarea a câtorva ziare satirice, precum: Tutti Frutti (1861), Strigoiul (1862), Umoristul (1863), Gura Satului (1867), iar în anul 1871 colaborează la alcătuirea unui calendar umoristic Calendarul Babelor.
Fiind astfel considerat întemeietorul presei satirice din Transilvania.
În anul 1873 a scris o gramatică românească, tipărită în Pesta, în limba germană.
După finalizarea studiilor, începând cu anul 1866 își deschide o cancelarie avocățească la Arad, unde a activat ca stagiar și Ioan Slavici. 
A fost votat de două ori ca deputat în Dieta Ungariei, al cercului electoral Chișineu, în anii 1869 și 1872, fiind membru al Partidului Național Român.
Încetează din viață la Arad, la 30 decembrie 1888.

## In memoriam
- Ioan Suciu a încercat pe tot parcursul anului 1938 să obțină aprobarea pentru realizarea unui bust al lui Mircea V. Stănescu, la comemorarea a 50 de ani de la moartea sa. Autoritățile din Arad nu s-au lăsat însă ușor convinse; pentru a grăbi lucrurile, Ioan Suciu a oferit personal o donație de 5.000 de lei.[4]
- O stradă din municipiul Arad, județul Arad, îi poartă numele.